# إنغن
انغن بادن وورتمبرغ (بالألمانية: Engen, Germany) هي بلدة، مدينة وبلدة ألمانية تقع في ألمانيا في Regierungsbezirk Freiburg. يقدر عدد سكانها بـ 10,225 نسمة .

## المدن التوأمة
مدن Pannonhalma، Trilport وMoneglia هي مدن توأمة لـانغن بادن وورتمبرغ.

## أعلام
- أوليفير سورغ
- كلاوس فوندرليش
- إميل بيرنر
- هرمان جراف